# Szár László
Szár László (latinul Ladislas calvus; 997 előtt – 1030 előtt) az Árpád-dinasztia tagja. Taksony egyik unokájaként született, ő volt a lázadó és emiatt később I. István által megvakíttatott Vazul egyetlen ismert fivére. Egyes középkori krónikaírók, arra irányuló törekvésükben, hogy elhallgassák a későbbi Árpád-házi királyoknak az első szent királlyal szembeszálló hercegtől való származását, azt sugallták, hogy a közös ős valójában nem Vazul, hanem László volt.

## Élete
Szár László nagyapja Taksony nagyfejedelem, apja pedig ez utóbbinak fia, Mihály volt. Számos magyar történész, köztük Kristó Gyula és mások azt feltételezik, hogy Mihálynak két fia volt, akik közül László volt a fiatalabb, több szlovák szerző viszont épp az ellenkezőjét feltételezi. Anyjuk neve ismeretlen, bár Györffy György arról ír, hogy rokonságban állhatott Sámuel bolgár cárral; e feltételezést arra alapozza, hogy mindkét fiának neve elterjedt volt Sámuel családjában.
Györffy azt is feltételezi, hogy fiatal koruk miatt a fiúk egyike sem volt olyan helyzetben, hogy bármilyen hatalmi funkciót tölthessenek be akkor, amikor apjuk (valamikor 997 előtt) életét vesztette. Ezzel ellentétben Vladimír Segeš arról ír, hogy Lászlót a nagybátyja, Géza nagyfejedelem a nyitrai dukátus élére nevezte ki. Segeš hozzáteszi, hogy Géza később menesztette Lászlót, hogy saját fiának, Istvánnak kedvezzen, 995 körül, de István, miután apja halála után követte őt a nagyfejedelmi tisztségben, visszahelyezte Lászlót korábbi funkciójába.
Egy harmadik, eltérő nézetet képvisel Ján Steinhübel, aki szerint Szár László csak azután lett a nyitrai dukátus feje, hogy Vitéz Boleszláv lengyel seregei nagy területeket foglaltak el a Kárpát-medencében, a Dunától északra, 1001 körül, tehát nem sokkal István királlyá koronázása után. Györffy ezt az egész teóriát, kezdve a Boleszláv-féle hódításoktól, élesen kritizálja, azon az alapon, hogy mindezekről csak egy jóval későbbi forrás tudósít; szerinte ugyanakkor a nyitrai dukátust István egyik kegyeltje, Hont vezette ez idő tájt.
Bakay Kornél régész Tar Zerindet Géza fejedelem öccsével, Taksony fia Mihállyal, annak fiát, Koppány vezért pedig Szár Lászlóval azonosítja, arra alapozva, hogy ők is megkeresztelkedtek, még ha csak színleg is: „Mihály azonos Tar-Szörénddel, tehát a pogány neve Tar-Szörénd volt. Tehát a két testvér; Gyevicsa (Géza) és Tar-Szörénd. A keresztségben az egyik a Stephanos (= a Megkoszorúzott), a másik a Mihály nevet kapta. Ha ez a feltevésem helyes, akkor még kiélezettebb a történelmi dráma, mert Tar-Szörénd fia Koppány, Géza fia Vajk. A keresztségben Vajk ugyancsak a Stephanos nevet kapta” Tar Zerindnek és Koppánynak azonban nem ismerjük a keresztény nevét, Mihálynak és Szár Lászlónak pedig a pogány nevét, s ezeket a hiányokat ez a feltételezés kitölti.
Halálának időpontja meglehetősen vitatott, Segeš ezt az 1018 körüli vagy az utáni időszakra teszi, Steinhübel szerint viszont 1030 körül halt meg, Boleszláv vazallusaként.

## Családja
A Képes krónika annyit ír a családjáról, hogy felesége ruténiai származású; erre alapozva Kristó azt feltételezi, hogy egy, a Kijevi Rusz Rurik-dinasztiájában született nőről lehet szó, akinek neve őszerinte talán Premiszláva volt. Jó néhány középkori krónika azt állítja, hogy az ő utódaiként születtek az 1046 utáni Árpád-házi királyok, köztük két saját fia, I. András és I. Béla, számos más forrás viszont azt tanúsítja, hogy az előbbiek apja, és így az összes későbbi Árpád-házi uralkodó közös őse valójában Vazul volt. Györffy és Steinhübel is úgy véli, hogy Szár Lászlónak ténylegesen egy fia volt, akit az előbbi szerint Bonuzlónak, utóbbi szerint Domoszlávnak neveztek.
Az alábbi családfa Vazul felmenőit és utódait ábrázolja.
|  |  |             |             |             |             | Árpád       | Árpád       | Árpád | Árpád | Árpád                 | Árpád                 |                       |                       |                       |                       | Ménrót (a) | Ménrót (a) | Ménrót (a) | Ménrót (a) | Ménrót (a)                             | Ménrót (a)                             |                                        |                                        |                                        |                                        |  |  |                         |                         |                         |                         |                         |                         |                        |                        |                        |                        |                |                |                |                |                |                |  |  |  |  |  |  |
|  |  |             |             |             |             | Árpád       | Árpád       | Árpád | Árpád | Árpád                 | Árpád                 |                       |                       |                       |                       | Ménrót (a) | Ménrót (a) | Ménrót (a) | Ménrót (a) | Ménrót (a)                             | Ménrót (a)                             |                                        |                                        |                                        |                                        |  |  |                         |                         |                         |                         |                         |                         |                        |                        |                        |                        |                |                |                |                |                |                |  |  |  |  |  |  |
|  |  |             |             |             |             | Zolta       | Zolta       | Zolta | Zolta | Zolta                 | Zolta                 |                       |                       |                       |                       | lánya      | lánya      | lánya      | lánya      | lánya                                  | lánya                                  |                                        |                                        |                                        |                                        |  |  |                         |                         |                         |                         |                         |                         |                        |                        |                        |                        |                |                |                |                |                |                |  |  |  |  |  |  |
|  |  |             |             |             |             | Zolta       | Zolta       | Zolta | Zolta | Zolta                 | Zolta                 |                       |                       |                       |                       | lánya      | lánya      | lánya      | lánya      | lánya                                  | lánya                                  |                                        |                                        |                                        |                                        |  |  |                         |                         |                         |                         |                         |                         |                        |                        |                        |                        |                |                |                |                |                |                |  |  |  |  |  |  |
|  |  |             |             |             |             |             |             |       |       |                       |                       |                       |                       |                       |                       |            |            |            |            |                                        |                                        |                                        |                                        |                                        |                                        |  |  |                         |                         |                         |                         |                         |                         |                        |                        |                        |                        |                |                |                |                |                |                |  |  |  |  |  |  |
|  |  |             |             |             |             |             |             |       |       | Taksony               | Taksony               | Taksony               | Taksony               | Taksony               | Taksony               |            |            |            |            | egy "kun" nő (b)                       | egy "kun" nő (b)                       | egy "kun" nő (b)                       | egy "kun" nő (b)                       | egy "kun" nő (b)                       | egy "kun" nő (b)                       |  |  |                         |                         |                         |                         |                         |                         |                        |                        |                        |                        |                |                |                |                |                |                |  |  |  |  |  |  |
|  |  |             |             |             |             |             |             |       |       | Taksony               | Taksony               | Taksony               | Taksony               | Taksony               | Taksony               |            |            |            |            | egy "kun" nő (b)                       | egy "kun" nő (b)                       | egy "kun" nő (b)                       | egy "kun" nő (b)                       | egy "kun" nő (b)                       | egy "kun" nő (b)                       |  |  |                         |                         |                         |                         |                         |                         |                        |                        |                        |                        |                |                |                |                |                |                |  |  |  |  |  |  |
|  |  |             |             |             |             |             |             |       |       |                       |                       |                       |                       |                       |                       |            |            |            |            |                                        |                                        |                                        |                                        |                                        |                                        |  |  |                         |                         |                         |                         |                         |                         |                        |                        |                        |                        |                |                |                |                |                |                |  |  |  |  |  |  |
|  |  |             |             |             |             |             |             |       |       |                       |                       |                       |                       |                       |                       |            |            |            |            |                                        |                                        |                                        |                                        |                                        |                                        |  |  |                         |                         |                         |                         |                         |                         |                        |                        |                        |                        |                |                |                |                |                |                |  |  |  |  |  |  |
|  |  | Géza        | Géza        | Géza        | Géza        | Géza        | Géza        |       |       |                       |                       |                       |                       |                       |                       |            |            | Mihály     | Mihály     | Mihály                                 | Mihály                                 | Mihály                                 | Mihály                                 |                                        |                                        |  |  | egy bolgár hercegnő (c) | egy bolgár hercegnő (c) | egy bolgár hercegnő (c) | egy bolgár hercegnő (c) | egy bolgár hercegnő (c) | egy bolgár hercegnő (c) |                        |                        |                        |                        |                |                |                |                |                |                |  |  |  |  |  |  |
|  |  | Géza        | Géza        | Géza        | Géza        | Géza        | Géza        |       |       |                       |                       |                       |                       |                       |                       |            |            | Mihály     | Mihály     | Mihály                                 | Mihály                                 | Mihály                                 | Mihály                                 |                                        |                                        |  |  | egy bolgár hercegnő (c) | egy bolgár hercegnő (c) | egy bolgár hercegnő (c) | egy bolgár hercegnő (c) | egy bolgár hercegnő (c) | egy bolgár hercegnő (c) |                        |                        |                        |                        |                |                |                |                |                |                |  |  |  |  |  |  |
|  |  |             |             |             |             |             |             |       |       |                       |                       |                       |                       |                       |                       |            |            |            |            |                                        |                                        |                                        |                                        |                                        |                                        |  |  |                         |                         |                         |                         |                         |                         |                        |                        |                        |                        |                |                |                |                |                |                |  |  |  |  |  |  |
|  |  |             |             |             |             |             |             |       |       |                       |                       |                       |                       |                       |                       |            |            |            |            |                                        |                                        |                                        |                                        |                                        |                                        |  |  |                         |                         |                         |                         |                         |                         |                        |                        |                        |                        |                |                |                |                |                |                |  |  |  |  |  |  |
|  |  | I. István   | I. István   | I. István   | I. István   | I. István   | I. István   |       |       | egy Tátony nembeli nő | egy Tátony nembeli nő | egy Tátony nembeli nő | egy Tátony nembeli nő | egy Tátony nembeli nő | egy Tátony nembeli nő |            |            |            |            | Vazul                                  | Vazul                                  | Vazul                                  | Vazul                                  | Vazul                                  | Vazul                                  |  |  | Szár László             | Szár László             | Szár László             | Szár László             | Szár László             | Szár László             |                        |                        |                        |                        | Premislava (d) | Premislava (d) | Premislava (d) | Premislava (d) | Premislava (d) | Premislava (d) |  |  |  |  |  |  |
|  |  | I. István   | I. István   | I. István   | I. István   | I. István   | I. István   |       |       | egy Tátony nembeli nő | egy Tátony nembeli nő | egy Tátony nembeli nő | egy Tátony nembeli nő | egy Tátony nembeli nő | egy Tátony nembeli nő |            |            |            |            | Vazul                                  | Vazul                                  | Vazul                                  | Vazul                                  | Vazul                                  | Vazul                                  |  |  | Szár László             | Szár László             | Szár László             | Szár László             | Szár László             | Szár László             |                        |                        |                        |                        | Premislava (d) | Premislava (d) | Premislava (d) | Premislava (d) | Premislava (d) | Premislava (d) |  |  |  |  |  |  |
|  |  |             |             |             |             |             |             |       |       |                       |                       |                       |                       |                       |                       |            |            |            |            |                                        |                                        |                                        |                                        |                                        |                                        |  |  |                         |                         |                         |                         |                         |                         |                        |                        |                        |                        |                |                |                |                |                |                |  |  |  |  |  |  |
|  |  |             |             |             |             |             |             |       |       |                       |                       |                       |                       |                       |                       |            |            |            |            |                                        |                                        |                                        |                                        |                                        |                                        |  |  |                         |                         |                         |                         |                         |                         |                        |                        |                        |                        |                |                |                |                |                |                |  |  |  |  |  |  |
|  |  | Levente (e) | Levente (e) | Levente (e) | Levente (e) | Levente (e) | Levente (e) |       |       | I. András (e)         | I. András (e)         | I. András (e)         | I. András (e)         | I. András (e)         | I. András (e)         |            |            |            |            | I. Béla (e)                            | I. Béla (e)                            | I. Béla (e)                            | I. Béla (e)                            | I. Béla (e)                            | I. Béla (e)                            |  |  |                         |                         |                         |                         | Bonuzló vagy Domoszláv  | Bonuzló vagy Domoszláv  | Bonuzló vagy Domoszláv | Bonuzló vagy Domoszláv | Bonuzló vagy Domoszláv | Bonuzló vagy Domoszláv |                |                |                |                |                |                |  |  |  |  |  |  |
|  |  | Levente (e) | Levente (e) | Levente (e) | Levente (e) | Levente (e) | Levente (e) |       |       | I. András (e)         | I. András (e)         | I. András (e)         | I. András (e)         | I. András (e)         | I. András (e)         |            |            |            |            | I. Béla (e)                            | I. Béla (e)                            | I. Béla (e)                            | I. Béla (e)                            | I. Béla (e)                            | I. Béla (e)                            |  |  |                         |                         |                         |                         | Bonuzló vagy Domoszláv  | Bonuzló vagy Domoszláv  | Bonuzló vagy Domoszláv | Bonuzló vagy Domoszláv | Bonuzló vagy Domoszláv | Bonuzló vagy Domoszláv |                |                |                |                |                |                |  |  |  |  |  |  |
|  |  |             |             |             |             |             |             |       |       | Salamon               | Salamon               | Salamon               | Salamon               | Salamon               | Salamon               |            |            |            |            | későbbi Árpád-házi királyok (1074-től) | későbbi Árpád-házi királyok (1074-től) | későbbi Árpád-házi királyok (1074-től) | későbbi Árpád-házi királyok (1074-től) | későbbi Árpád-házi királyok (1074-től) | későbbi Árpád-házi királyok (1074-től) |  |  |                         |                         |                         |                         |                         |                         |                        |                        |                        |                        |                |                |                |                |                |                |  |  |  |  |  |  |

(a) Az, hogy Ménrót valóban létezett-e vagy kitalált személy volt, vitatott a modern történészek körében.
(b) egy kazár, besenyő vagy volgai bolgár nő.
(c) Györffy azt írja, hogy a bolgár Kometopuli dinasztia tagja lehetett.
(d) Kristó szerint a Kijevi Ruszban élt Rurik-dinasztia tagja lehetett.
(e) Számos magyar krónika azt állítja, hogy Levente, András és Béla valójában Szár László fiai voltak, ám e közlések megbízhatóságát a modern történettudomány kétségbe vonja.

## Fordítás
Ez a szócikk részben vagy egészben  a   Ladislas the Bald című angol Wikipédia-szócikk fordításán alapul.  Az eredeti cikk szerkesztőit annak laptörténete sorolja fel. Ez a jelzés csupán a megfogalmazás eredetét és a szerzői jogokat jelzi, nem szolgál a cikkben szereplő információk forrásmegjelöléseként.